# Nagroda im. Profesora Hugona Steinhausa
Nagroda im. Profesora Hugona Steinhausa – nagroda naukowa przyznawana corocznie od 1995 przez Polską Fundację Upowszechniania Nauki i Towarzystwo Popierania i Krzewienia Nauk za upowszechnianie i popularyzację nauki. Celem nagrody jest nagradzanie najlepszych popularyzatorów nauki a także przekonanie społeczeństwa, że nauka jest ważna i potrzebna a jej zagadnienia mogą być w sposób przystępny i fascynujący przedstawiane osobom niemającym profesjonalnego przygotowania.

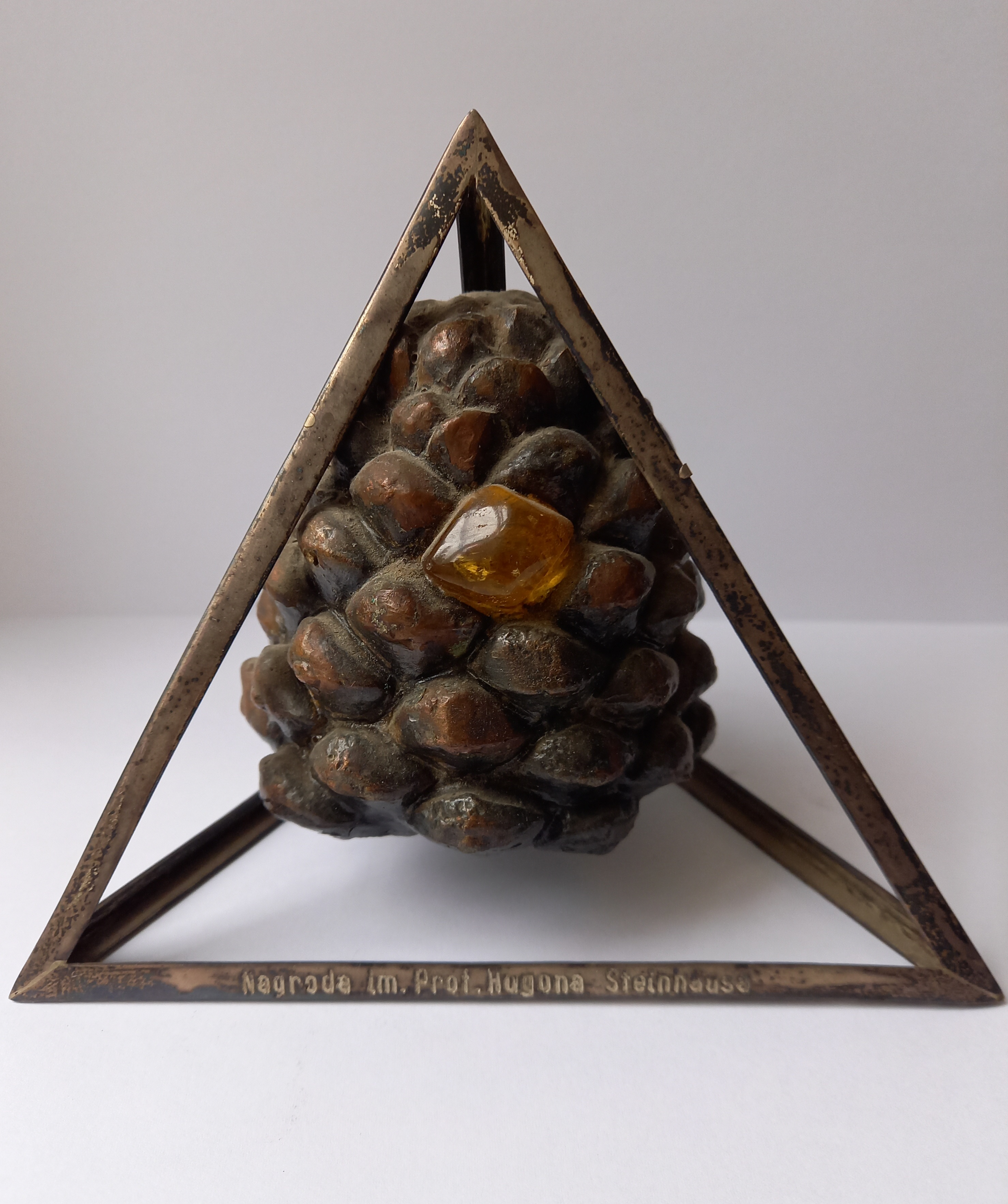
Nagroda im. Profesora Hugona Steinhausa

Nagroda przyznawana jest corocznie, przemiennie w trzech zakresach działalności:
- za najlepszą książkę popularnonaukową polskiego autora z dowolnej dziedziny wiedzy opublikowaną w Polsce w ciągu ostatnich lat
- za wybitną indywidualną działalność organizacyjną w zakresie upowszechniania nauki,
- za wybitne osiągnięcia w upowszechnianiu nauki w prasie, radiu i telewizji.

Laureaci, obok nagrody pieniężnej, otrzymują charakterystyczną statuetkę w kształcie czworościanu foremnego z wpisaną weń szyszką.